# Ratpenat cuallarg de Norfolk
El ratpenat cuallarg de Norfolk (Micronomus norfolkensis) és una espècie de ratpenat de la família dels molòssids que es troba a Austràlia.